# Ramphogordius lacteus
Ramphogordius lacteus är en djurart som tillhör fylumet slemmaskar, och som beskrevs av Martin Heinrich Rathke 1843. Enligt Catalogue of Life ingår Ramphogordius lacteus i släktet Ramphogordius och familjen Lineidae, men enligt Dyntaxa är tillhörigheten istället släktet Ramphogordius, och ordningen Heteronemertea. Det är osäkert om arten förekommer i Sverige. Inga underarter finns listade i Catalogue of Life.